# 安在邦夫
安在 邦夫（あんざい くにお、1939年9月12日 - ）は、日本の歴史学者。早稲田大学名誉教授。専門は日本近現代史（特に自由民権運動史）。

## 経歴
1939年、三重県宇治山田市（現伊勢市）に生まれる。1944年福島県安達郡に転居する。1958年福島県立福島高等学校卒業。1962年早稲田大学教育学部卒業。1966年早稲田大学大学院文学研究科史学専攻修士課程修了、文学修士。1968年、同博士課程入学。1978年早稲田大学第一文学部・第二文学部専任講師、1981年同助教授、1986年同教授。1996年早稲田大学第二文学部長。2010年定年退職、早稲田大学名誉教授。神奈川大学大学院歴史民俗資料学研究科非常勤講師(-2012年)。
門下生に、外村大（東京大学大学院総合文化研究科教授）、真辺将之（早稲田大学文学学術院教授）、藤野裕子（東京女子大学准教授）などがいる。

## 単著書
- 『立憲改進党の活動と思想』 校倉書房、1992年 ISBN 4-7517-2180-1
- 『自由民権運動史への招待』 吉田書店、2012年　ISBN　978-4-905497-06-6

## 主要編著書
- 太田幸男などとの共編『コンサイス学習人名辞典』、三省堂 1978年 ISBN 4385154112
- 佐藤能丸・大日方純夫などとの共著『日本の近代 - 国家と民衆』、梓出版社、1984年
- 鹿野政直などと共編『法廷に立つ歴史学　家永教科書論争と歴史学の現在』、1993年 大月書店 ISBN 9784272520299
- 佐藤能丸・大日方純夫などとの共著『日本の現代 - 平和と民主主義』、梓出版社、1994年
- 田崎公司との共編『街道の日本史12 会津諸街道と奥州道中』、2002年 吉川弘文館 ISBN 4-642-06212-2
- 田崎公司との共編『自由民権の再発見』、日本経済評論社、2006年 ISBN 481881802X
- 真辺将之・荒船俊太郎との共編『近代日本の政党と社会』、日本経済評論社、2009年